# Sweet Dreams (Are Made of This)
Az 1983-as Sweet Dreams (Are Made of This) az Eurythmics duó második nagylemeze. Kétévnyi folyamatos kudarc után az album meghozta az együttes számára az áttörést. Az album sikerét látva újra kiadták a Love Is a Stranger kislemezt, amelyből sláger lett.
Szerepel az 1001 lemez, amit hallanod kell, mielőtt meghalsz című könyvben.

## Az album dalai
|     | Cím                                      | Szerző(k)                      | Hossz |
| --- | ---------------------------------------- | ------------------------------ | ----- |
| 1.  | Love Is a Stranger                       | Annie Lennox, David A. Stewart | 3:43  |
| 2.  | I've Got an Angel                        | Lennox, Stewart                | 2:45  |
| 3.  | Wrap It Up (közreműködik Green Gartside) | Isaac Hayes, David Porter      | 3:33  |
| 4.  | I Could Give You (A Mirror)              | Lennox, Stewart                | 3:51  |
| 5.  | The Walk                                 | Lennox, Stewart                | 4:40  |
| 6.  | Sweet Dreams (Are Made of This)          | Lennox, Stewart                | 3:36  |
| 7.  | Jennifer                                 | Lennox, Stewart                | 5:06  |
| 8.  | This Is the House                        | Lennox, Stewart                | 4:56  |
| 9.  | Somebody Told Me                         | Lennox, Stewart                | 3:29  |
| 10. | This City Never Sleeps                   | Lennox, Stewart                | 6:33  |

| 11. | Home Is Where the Heart Is                  | Lennox, Stewart | 2:28 |
| 12. | Monkey Monkey                               | Lennox, Stewart | 4:14 |
| 13. | Baby's Gone Blue                            | Lennox, Stewart | 5:15 |
| 14. | Sweet Dreams (Are Made of This) (Hot Remix) | Lennox, Stewart | 5:17 |
| 15. | Love Is a Stranger (Coldcut Remix)          | Lennox, Stewart | 7:18 |
| 16. | Satellite of Love                           | Lou Reed        | 4:37 |

## Közreműködők
- Annie Lennox – ének, billentyűk, szintetizátor, fuvola
- David A. Stewart – gitár, billentyűk, szintetizátor, programozás, háttérvokál

### További közreműködők
- Robert Crash - gitár, elektromos dobok, szintetizátor, robotszerű vokál
- Green Gartside (a Scritti Politti-ből) – vendégvokalista a Wrap it Up-on
- Dick Cuthell – trombita
- Adam Williams – basszusgitár, szintetizátor
- Andy Brown – basszusgitár
- Reynard Falconer – szintetizátor
- John Turnbull – gitár

## Fordítás
Ez a szócikk részben vagy egészben a Sweet Dreams (Are Made of This) (album) című angol Wikipédia-szócikk ezen változatának fordításán alapul.  Az eredeti cikk szerkesztőit annak laptörténete sorolja fel. Ez a jelzés csupán a megfogalmazás eredetét és a szerzői jogokat jelzi, nem szolgál a cikkben szereplő információk forrásmegjelöléseként.